# Гельчинский, Станислав Яковлевич
 Станислав Яковлевич Гельчинский  (6 октября 1935, Ленинград — 1 мая 2004, Санкт-Петербург) — советский и российский баскетбольный тренер. Заслуженный тренер СССР.

## Биография
Станислав Гельчинский со школьных лет играл в баскетбол, затем окончил институт физической культуры. Свою тренерскую деятельность Станислав Яковлевич начал в 1955 году, когда 20-летнему выпускнику доверили тренировать ленинградскую женскую баскетбольную команду ДСО «Труд». Одновременно, с сентября 1959 года, он работал преподавателем физкультуры и тренером по баскетболу в Ленинградском Нахимовском училище, с которым в 1960 году на Спартакиаде суворовских и нахимовских училищ в Киеве занял второе место.
В 1961 году 26-летний Гельчинский был назначен главным тренером женской команды «Спартак» (Ленинград). Здесь он провёл свои самые успешные сезоны в тренерской карьере — чемпион СССР 1974 года, 5-кратный «серебряный» призёр первенства СССР.
Три года подряд «Спартаку» не было равных в розыгрыше Кубка обладателей кубка, который остался навечно в Ленинграде. В 1975 году ленинградские баскетболистки стали обладателем нового еврокубка «Кубок Ронкетти».
В 1970 году ведомая Станиславом Яковлевичем студенческая сборная СССР выиграла летнюю Универсиаду в Турине. В 1976 году Гельчинскому было присвоено звание заслуженного тренера СССР по баскетболу.
С 1979 по 1981 год, по линии помощи странам, лояльных к СССР, тренировал команду Вооруженных сил Мадагаскара.
По приезде на родину стал тренером в Школе-интернате спортивного профиля. Организовал новую ленинградскую женскую команду «Волна», которую тренировал 20 лет вплоть до её расформирования. Лучший результат у команды являются «бронзовые» медали чемпионата России 2000 года.
Станислав Яковлевич страдал редкой формой диабета, перенес сложнейшую операцию по удалению вилочковой железы, ему присвоили вторую группу инвалидности. Потерю команды «Волна» Гельчинский перенес очень болезненно, обострились болячки, перенёс несколько операций, в конечном итоге тренеру ампутировали обе ноги.
1 мая 2004 года, во время просмотра по телевизору матча за 3-е место мужской баскетбольной Евролиги между ЦСКА и «Сиеной», остановилось сердце. Отпевали тренера в Князь-Владимирском соборе, похоронен в поселке Цвелодубово Выборгского района Ленинградской области.
Был женат на олимпийской чемпионке – 1976 года, заслуженном мастере спорта СССР Надежде Захаровой, имел троих детей: Марину, Екатерину и Дмитрия.

## О Гельчинском С.Я.
Мастер спорта международного класса, обладатель Кубка Европы ФИБА Оксана Чугунова: 

«Бесспорно, по тренерским задумкам Станислав Яковлевич намного опередил своё время, когда я перешла в питерскую «Волну», то там уже девчонки много лет играли знаменитые «два круга». Это такая комбинация, которую придумал сам Гельчинский, надо признаться, не от хорошей жизни. Дело в том, что в 1970-е годы бессменным лидером женского баскетбола в СССР была команда ТТТ. А как играли рижанки? По принципу: отдай мяч под кольцо Ульяне Семеновой, чей рост достигал 213 см, а уж она не промахнется. И как, скажите, победить такую команду? Как обыграть Улю? Вот и решил наставник ленинградской команды исповедовать скоростной, динамичный баскетбол. По его гениальной придумке вся пятерка участвовала в комбинации, даже неуклюжих центровых он заставлял много перемещаться в защите. А после такой агрессивной защиты мгновенно следовал быстрый переход от обороны к атаке. Но и в нападении продолжались те же самые «круги». Настоящая карусель вертелась! Ошарашенные соперницы не знали, от кого прилетит мяч. Любой игрок мог начать и завершить комбинацию. Но, естественно, такой сумасшедший прессинг требовал блестящей физической подготовки. У Станислава Яковлевича все коллективы всегда славились «физикой». Это было необходимо для движения, для динамики. Если хотите, для сравнения могу сказать, что сейчас такой баскетбол исповедует Этторе Мессина. Особенно это было видно по его работе в ЦСКА. Но Геля-то придумал подобную тактику ещё сорок лет назад»

## Достижения

### Клубные
- Чемпион Универсиады: 1970.
- Обладатель Кубок обладателей кубков: 1972, 1973, 1974.
- Обладатель Кубок Ронкетти: 1975.
- Чемпион СССР: 1974
- Серебряный призёр чемпионата СССР: 1970, 1971, 1972, 1973, 1975
- Бронзовый призёр чемпионата СССР: 1976
- Бронзовый призёр чемпионата России: 2000

### Личные[2]
- Заслуженный тренер СССР.
- Медаль «За трудовую доблесть»

## Семья

### Родители
Отец: Яков Викторович Гельчинский родился в Белостоке 15 август 1901 умер в Ленинграде 28 апрель 1964. Военврач 2 ранга полковник медслужбы
Мать: Елена Петровна Дмитрева-Мамонова (Мамонова) родилась в Санкт-Петербурге 20 октябрь 1912 умерла в 1992 в Ленинградской области. Потомственная дворянка.
Первая жена: Тамара Сергеевна Некрасова
Дочь: Марина
Вторая жена: Надежда Дмитриевна Захарова
Сын: Дмитрий
Дочь: Екатерина

## Память
С 2007 года Комитет по физической культуре и спорту Правительства Санкт-Петербурга, федерация баскетбола Санкт-Петербурга проводят Турнир по баскетболу среди женских команд памяти Заслуженного тренера СССР С.Я. Гельчинского.
13 мая 2011 года на «Аллее славы» легендарных спортсменов и тренеров, расположенной у лицея №590 г. Санкт-Петербурга (улица Котина, дом 6, корпус 3), в торжественной обстановке была заложена мемориальная звезда имени Станислава Гельчинского.